# Departamento Tafí Viejo
Das Departamento Tafí Viejo liegt im nördlichen Teil der Provinz Tucumán im Nordwesten Argentiniens und ist eine von 17 Verwaltungseinheiten der Provinz. Es grenzt im Norden an das Departamento Trancas, im Osten an die Departamentos Burruyacú und Cruz Alta, im Süden an die Departamentos Capital, Yerba Buena und Lules und im Westen an das Departamento Tafí del Valle. Die Hauptstadt des Departamentos ist die gleichnamige Stadt Tafí Viejo.

## Geschichte
Die geschichtlichen Ursprünge von Tafí Viejo lassen sich bis in die Kolonialzeit zurückverfolgen. Die Ländereien waren Melián de Leguizamón y Guevara zur Encomienda überlassen worden. 1781 wird der Verkauf von Ländereien mit dem Namen Tafí Viejo durch Catalina de Aráoz de Facundo Tejerina y Barrera an Juan Clemente Méndez und José Martín Méndez verzeichnet. Später, im Jahre 1782, gehen sie an María Juliana Alzogaray über.
Bis 1888 reichte das Municipio San Miguel de Tucumán von der Provinz Catamarca bis zur Provinz Santiago del Estero. Danach wird eine territoriale Neuaufteilung vorgenommen, die das Gebiet in die Departamentos Tafí und Cruz Alta teilt. Das Departamento Tafí Viejo in seiner heutigen Ausdehnung entstand 1907 durch eine Reform der Verfassung der Provinz Tucumán, die eine Teilung in die Departamentos Tafí Viejo und Tafí del Valle vornahm.

## Wirtschaft
Die wirtschaftliche Aktivität im Departamento Tafí Viejo konzentriert sich auf die Produktion von Zitrusfrüchten, insbesondere der Zitrone, und deren Verarbeitung. In Tafí Viejo gibt es zwei Zitrusfabriken und mehrere Verpackungsbetriebe.
Im Schatten der Zitrusindustrie siedelten sich auch Betriebe zur Plastikherstellung an.

## Bevölkerung
Das Departamento Tafí Viejo hat zwei Bevölkerungszentren von Bedeutung: die Hauptstadt Tafí Viejo selbst und die kürzlich geschaffene Gemeinde Las Talitas, die in Fortsetzung der Provinzhauptstadt San Miguel de Tucumán rasch nach Norden anwächst.
Tafí Viejo ist nach der San Miguel de Tucumán und Concepción die drittgrößte Stadt der Provinz Tucumán.

## Städte und Gemeinden
Das Departamento Tafí Viejo ist in folgende Gemeinden unterteilt:
- Anca Juli
- El Cadillal
- La Esperanza
- Las Talitas
- Los Nogales
- Raco
- Tafí Viejo

Koordinaten: 26° 42′ S, 65° 18′ W